# Corse, Gloucestershire
Corse är en ort och civil parish i Storbritannien.   Den ligger i grevskapet Gloucestershire och riksdelen England, i den södra delen av landet, 160 km väster om huvudstaden London. Corse ligger 20 meter över havet och antalet invånare är 578.
Terrängen runt Corse är platt. Runt Corse är det mycket tätbefolkat, med 2 711 invånare per kvadratkilometer. Närmaste större samhälle är Gloucester, 8,5 km sydost om Corse. Trakten runt Corse består till största delen av jordbruksmark.